# Franz Hugo Hesse
Franz Hugo Hesse (* 27. Februar 1804 in Marburg, Landgrafschaft Hessen-Kassel; † 25. Januar 1861 in Lissabon) war ein deutscher Beamter, Politiker und Diplomat.

## Leben
Hesse studierte Rechtswissenschaften in Marburg und Halle. 1825 wurde er Mitglied des Corps Guestphalia Halle. Seit 1835 war er Assessor beim Landgericht Koblenz. In dieser Zeit stand er im Kontakt mit dem Offizier und politisch Oppositionellen Gustav Höfgen. Später arbeitete er am Kammergericht in Berlin. Er verfasste auf Betreiben des preußischen Ministeriums des Inneren für einige rheinische Zeitungen Beiträge, die sich kritisch mit den von den Liberalen bevorzugten Geschworenengerichten beschäftigten, weil sie in politischen Prozessen angeblich die Angeklagten bevorzugten.
Als Folge dessen wurde Hesse 1838 als Regierungsrat ins Innenministerium berufen. Dort war er für Angelegenheiten der Presse zuständig. Unter anderem war er für das Presserecht zuständig. Im Rahmen seiner Möglichkeiten setzte er sich für ein liberales Presserecht ein. So war er 1842 am Zustandekommen der Ordre vom 4. Oktober 1842 beteiligt, die die Zensur für Druckerzeugnisse von über zwanzig Bogen abschaffte. Im Sinne einer Reform der Pressegesetzgebung veröffentlichte er 1842/43 auch ein Buch. Dieses brachte ihn in Kontakt mit David Hansemann, einem der führenden Persönlichkeiten des rheinischen Liberalismus. In der hohen preußischen Bürokratie stießen seine Vorstellungen dagegen auf Ablehnung und Hesse wurde zunächst an die Regierung in Merseburg und später nach Dommitzsch versetzt.
Die Deutsche Revolution 1848/1849 beendete diese Zeit. In der Märzregierung von Ludolf Camphausen wurde Hansemann Finanzminister. Er holte Hesse als Geh. Regierungsrat ins Finanzministerium. Als enger Mitarbeiter des Ministers war Hesse an der Vorbereitung wichtiger Gesetzesvorhaben beteiligt. Im Mai 1848 wurde er für den Wahlkreis Solingen in die Preußische Nationalversammlung gewählt. In dieser gehörte er unter anderem der Verfassungskommission an. Er gehörte am 9. November 1848 zu denjenigen Abgeordneten, die aus Protest gegen die gegenrevolutionären Bestrebungen der Regierung die Sitzung der Versammlung verließen. Gleichwohl reiste er bereits im Dezember 1848 im Auftrag des Preußischen Staatsministeriums nach Frankfurt, um den Abgeordneten der Frankfurter Nationalversammlung zu verkünden, dass der König eine Kaiserwahl durch die Volksvertreter nicht akzeptieren würde.
Im Jahr 1849 gehörte er zeitweise der Ersten Kammer und 1849–1851 gehörte er als fraktionsloser Abgeordneter der Zweiten Kammer des Preußischen Landtages an. Im Jahr 1850 war er auch Mitglied des Staatenhauses des Erfurter Unionsparlaments.
1851–1858 amtierte Hesse als preußischer Generalkonsul in Mittelamerika. Er war dabei an der Ausarbeitung von Handelsverträgen mit Guatemala und El Salvador beteiligt. Außerdem kümmerte er sich um die Probleme deutscher Einwanderer. Ende des Jahres 1858 wurde er zum Generalkonsul und Minister-Resident für Persien ernannt. Er trat dieses Amt jedoch nicht an. 1859 wurde er zum Generalkonsul für Spanien und Portugal ernannt und erhielt den Titel eines Geheimen Legationsrates. Dieses Amt hatte er bis zu seinem Tod am 25. Januar 1861 in Lissabon inne.
1857 war ihm die Würde eines Ehrendoktors durch die Philosophische Fakultät der Philipps-Universität Marburg verliehen worden.
Er heiratete am 18. Oktober 1853 in Mülheim an der Mosel Karoline Herwarth von Bittenfeld (* 30. März 1824; † 28. Oktober 1889), eine Tochter des preußischen Generalfeldmarschalls Eberhard Herwarth von Bittenfeld.

## Schriften
- Die preußische Pressgesetzgebung, ihre Vergangenheit und Zukunft. Schroeder, Berlin 1843 Digitalisat, Digitalisat
- Höchstwichtiges Actenstück über das Vorhandensein der Reaction in der National-Versammlung: In der vorletzten Sitzung der hohen Versammlung wurde bekanntlich der Schweidnitzer Militair-Exceß zur Sprache gebracht. gez. F. Hesse u. a. Löwenherz, Berlin 9. August 1848 Digitalisat
- An das Land! Wir haben schon einmal in dieser verhängnißvollen Zeit unsere Worte an Euch, Bewohner unseres Preußenreichs, gerichtet ... / Der gewählte Ausschuß der Rechten und des rechten Centrums der National-Versammlung. Baumstark. v. Daniels. Harkort. v. d. Heydt. Hesse. Ostermann. Simons. Vennewitz. Walter. v. Wittgenstein. Die heute anwesenden Mitglieder: v. Bardeleben. gez. Hesse u. a.